# 索白拉虎耳草
索白拉虎耳草（学名：Saxifraga elliotii）为虎耳草科虎耳草属下的一个种。

## 扩展阅读
- 維基物種上的相關：索白拉虎耳草